# Shadowlife
Shadowlife es el sexto álbum de estudio de la banda estadounidense de hard rock y heavy metal Dokken, publicado en 1997 por el sello CMC International. Es el último trabajo con el guitarrista George Lynch, ya que a mitad de la gira promocional se retira por diferencias musicales con Don Dokken. De acuerdo con el vocalista Lynch fue el culpable de los cambios de estilo en el disco.
Ha sido considerado como la producción más débil de la agrupación porque en ciertos temas se alejan del heavy metal para adoptar sonidos del rock alternativo, que provocó el descontento de sus fanáticos y que se vio reflejado en las listas ya que solo alcanzó el puesto 146 en los Billboard 200 de los Estados Unidos, el más bajo para el grupo en aquella lista hasta ese entonces. Por otro lado, es el primer y hasta ahora el único que no aparece el logo característico de la banda.

## Lista de canciones
Todas las canciones escritas por la banda, excepto en «Here I Stand» y «I Don't Mind» que fueron coescritas con Kelly Gray.

| N.º | Título                         | Duración |  |
| 1.  | «Puppet on a String»           | 4:22     |  |
| 2.  | «Cracks in the Ground»         | 5:01     |  |
| 3.  | «Sky Beneath My Feet»          | 4:36     |  |
| 4.  | «Until I Get You»              | 2:18     |  |
| 5.  | «Hello»                        | 3:13     |  |
| 6.  | «Convenience Store Messiah»    | 4:28     |  |
| 7.  | «I Feel»                       | 4:24     |  |
| 8.  | «Here I Stand»                 | 4:43     |  |
| 9.  | «Hard to Believe»              | 4:29     |  |
| 10. | «Sweet Life»                   | 4:23     |  |
| 11. | «Bitter Regret»                | 3:59     |  |
| 12. | «I Don't Mind»                 | 3:18     |  |
| 13. | «Until I Know (Slight Return)» | 2:41     |  |

| Pistas adicionales solo para Japón |                   |          |  |
| N.º                                | Título            | Duración |  |
| 14.                                | «How Many Lives?» |          |  |
| 15.                                | «Deep Waters»     |          |  |

## Músicos
- Don Dokken: voz y guitarra rítmica
- George Lynch: guitarra líder
- Jeff Pilson: bajo y voz principal en «Here I Stand»
- Mick Brown: batería